# Lijst van rijksmonumenten in Maasgouw
De gemeente Maasgouw telt 202 inschrijvingen in het rijksmonumentenregister. Hieronder een overzicht. 

## Beegden
De plaats Beegden telt 10 inschrijvingen in het rijksmonumentenregister. Zie Lijst van rijksmonumenten in Beegden voor een overzicht.

## Heel
De plaats Heel telt 9 inschrijvingen in het rijksmonumentenregister. Zie Lijst van rijksmonumenten in Heel voor een overzicht.

## Linne
De plaats Linne telt 10 inschrijvingen in het rijksmonumentenregister. Zie Lijst van rijksmonumenten in Linne voor een overzicht.

## Maasbracht
De plaats Maasbracht telt 8 inschrijvingen in het rijksmonumentenregister. Zie Lijst van rijksmonumenten in Maasbracht voor een overzicht.

## Ohé en Laak
De plaats Ohé en Laak telt 12 inschrijvingen in het rijksmonumentenregister. Zie Lijst van rijksmonumenten in Ohé en Laak voor een overzicht.

## Stevensweert
De plaats Stevensweert telt 22 inschrijvingen in het rijksmonumentenregister. Zie Lijst van rijksmonumenten in Stevensweert voor een overzicht.

## Thorn
De plaats Thorn telt 108 inschrijvingen in het rijksmonumentenregister. Zie Lijst van rijksmonumenten in Thorn voor een overzicht.

## Wessem
De plaats Wessem telt 23 inschrijvingen in het rijksmonumentenregister. Zie Lijst van rijksmonumenten in Wessem voor een overzicht.
Beek ·
Beekdaelen ·
Beesel ·
Bergen ·
Brunssum ·
Echt-Susteren ·
Eijsden-Margraten ·
Gennep ·
Gulpen-Wittem ·
Heerlen ·
Horst aan de Maas ·
Kerkrade ·
Landgraaf ·
Leudal ·
Maasgouw ·
Maastricht ·
Meerssen ·
Mook en Middelaar ·
Nederweert ·
Peel en Maas ·
Roerdalen ·
Roermond ·
Simpelveld ·
Sittard-Geleen ·
Stein ·
Vaals ·
Valkenburg aan de Geul ·
Venlo ·
Venray ·
Voerendaal ·
Weert